# Cercopithecus mona
Il cercopiteco mona (Cercopithecus mona) è un primate della famiglia delle Cercopithecidae.

## Descrizione
È uno dei cercopitechi più piccoli: la lunghezza del corpo varia tra 35 e 55 cm, quella della coda tra 70 e 90 cm, mentre il peso massimo è circa 4,4 kg per i maschi e 2,5 kg per le femmine.
Il colore è rosso-bruno sul dorso e bianco sul lato ventrale. Il muso è caratterizzato da una striscia chiara che attraversa la fronte e sottili strisce nere tra gli occhi e le orecchie.

## Distribuzione e habitat
L'areale è ampio e si estende nell'Africa occidentale dal Ghana al Camerun. L'habitat è costituito da vari tipi di foreste.

## Biologia
L'attività è diurna e prevalentemente anche se non esclusivamente arboricola. Vive in gruppi numerosi (costituiti, come per gli altri cercopitechi, da un maschio adulto, femmine e piccoli), che possono raggiungere 50 individui. Si formano anche piccoli gruppi, da 2 a 4 individui, di maschi giovani.
Dopo una gestazione che dura tra cinque e sei mesi nasce un solo piccolo.

## Conservazione
La specie non è considerata a rischio.